# Elekta
Elekta är ett globalt svenskt företag som utvecklar och producerar utrustning och produkter för klinisk hantering inom områdena strålbehandling och strålkirurgi för behandling av cancer och hjärnsjukdomar. Elekta är representerat i över 120 länder, med över 40 kontor runt om i världen och ca 4 700 anställda.  

## Historik
Elekta grundades gemensamt 1972 av bortgångne Lars Leksell, professor i neurokirurgi vid Karolinska Institutet i Stockholm, och hans son Laurent Leksell. Syftet var att kommersialisera utvecklingen av Leksell Stereotactic System och strålkniven Leksell Gamma Knife, som Lars Leksell hade forskat om sedan slutet av 1940-talet.

Sedan 1994 är företaget listat på Nasdaq Stockholm under tickern EKTAB. Laurent (Larry) Leksell var CEO för Elekta fram till 2005, och under hans ledning expanderade företaget till en börsnoterad företagsgrupp inom medicinteknik med över 3 400 anställda runt om i världen. Larry Leksell är fortfarande styrelseordförande för Elekta.
Rollen som president och CEO har innehafts av följande personer:
- Tomas Puusepp: maj 2005 till maj 2014
- Niklas Savander:  maj 2014 till maj 2015
- Tomas Puusepp: maj 2015 till maj 2016
- Richard Hausmann: juni 2016 till juni 2020
- Gustaf Salford: juni 2020 till mars 2025
- Jonas Bolander (Tf vd): mars 2025 till idag

### Förvärvade företag
Elekta har förvärvat såväl företag inom branschen som distributörer och tjänsteleverantörer. Ett urval av dessa företag: Philips Medical Systems strålbehandlingsdivision, IMPAC Medical Systems, Inc., Beijing Medical Equipment Institute (BMEI), 3D Line Medical Systems, CMS, Inc., Nucletron, ProKnow Systems, LLC, Kaiku Health.

## Produkter
Elekta producerar ett brett spektrum av produkter för stereotaktisk strålkirurgi, en icke-invasiv procedur som används för att behandla hjärnsjukdomar, bland annat tumörer, arteriovenös missbildning (AVM) och vissa funktionella sjukdomar. Bland Elektas produkter finns:

### Neurokirurgiprodukter
Leksell Stereotactic System, med en bågbaserad mätram (stereotaktisk ram) baserad på ett polärt koordinatsystem. Ramen fixeras vid patientens huvud och systemet används för minimalinvasiv stereotaktisk neurokirurgi.
Leksell Gamma Knife, en så kallad strålkniv som används för att behandla hjärntumörer med högintensiv gammastrålning med hjälp av en teknik som koncentrerar strålningen till en liten volym. Originalversionen uppfanns i Sverige 1967 på Karolinska Institutet i Stockholm av Lars Leksell, den rumänskfödde neurokirurgen Ladislau Steiner och strålningsbiologen Börje Larsson från Uppsala universitet. Den första Gamma Knife kom till USA genom en överenskommelse mellan den amerikanske neurokirurgen Robert Wheeler Rand och Leksell och donerades till UCLA (University of California, Los Angeles) 1979. I dag finns över 130 Leksell Gamma Knife-system installerade och i bruk över hela världen.

### Linjäracceleratorer
Elekta tillverkar även linjäracceleratorer (linac) som används för extern strålbehandling (EBRT) – den vanligaste formen av strålbehandling. Några av Elektas linjäracceleratorer:
- Versa HD linjäraccelerator (linac), som lanserades 2013.[11]
- Elekta Unity MR-Linac, det första högfälts-systemet (1,5 Tesla), med en MR-Linac som kombinerar magnetresonanstomografi med strålbehandling (MR/RT) (linjäraccelerator). Det utvecklades i samarbete med UMC Utrecht och Philips[12] och lanserades 2018.[13]
- Harmony linjäraccelerator, som lanserades 2020.[14]
- Evo adaptive CT-linjäraccelerator, som lanserades 2024.[15]

### Brakyterapiprodukter
Genom förvärvet av Nucletron 2011 blev Elekta en global marknadsledare inom brakyterapiprodukter. Några exempel:
- Flexitron efterladdare, som levererar den planerade stråldosen till behandlingsområdet.
- Applikatorer (Geneva[16] och Venezia) för patienter med livmoderhalscancer.
- Oncentra Brachy mjukvara för behandlingsplanering.
- ImagingRing, en mobil DT-skanner

### Mjukvara
MOSAIQ onkologiinformationssystem (OIS) för arbetsflöden och informationshantering inom onkologi.
Monaco-systemet för behandlingsplanering.
Under sina 50 år har Elekta utvecklat och sålt dussintals nya produkter och äger tusentals patent på teknik för neurokirurgi och strålbehandling.

## Åtagande avseende miljö, socialt ansvar och styrning
Elekta följer sin globala miljöpolicy och strävar efter att hantera sin miljöpåverkan – i hela värdekedjan såväl som i hela livscykeln för produkter och tjänster – samt uppfylla sina långsiktiga miljöambitioner och hållbarhetsmål.
Elekta stod bakom den första emissionen av hållbarhetsrelaterade obligationer i Sverige med ett rent socialt nyckeltal. Medlen på SEK 1,5 miljarder är avsedda att bidra till ökad global tillgång till cancervård på eftersatta marknader.
Vid Elektas årsmöte i augusti 2021 godkände aktieägarna styrelsens förslag att inrätta Elekta Foundation. Elekta Foundations uppdrag är en viktig del av Elektas strategi och prioriteringar när det gäller miljö, socialt ansvarstagande och styrning (ESG). Uppdraget är att inleda och stötta projekt och program i samarbete med regeringar, icke-statliga organisationer och vårdgivare i låg- och medelinkomstländer för att förbättra tillgången till cancervård.
Andra relevanta dokument och länkar finns på hållbarhetssidan på Elektas webbplats.
Läs mer i Elektas Djupgående hållbarhetsrapport från juli 2022.

### Samarbete med högskolor och universitet
Företaget är en av medlemmarna, benämnda Partners, i Handelshögskolan i Stockholms partnerprogram för företag som bidrar finansiellt till högskolan och nära samarbetar med den vad gäller forskning och utbildning.